# Sarapoel
Sarapoel (Russisch: Сарапул) is een stad in het zuidoosten van de Russische autonome republiek Oedmoertië. De stad werd gesticht in 1596 en verkreeg stadsrechten in 1780. Sarapoel ligt op de rechteroever van de Kama, op ongeveer 1250 kilometer van Moskou.
De voornaamste industrieën in de stad zijn machinebouw en elektronica.
| 1897   | 1926   | 1939   | 1959   | 1970   | 1979    | 1989    | 2002    |
| ------ | ------ | ------ | ------ | ------ | ------- | ------- | ------- |
| 21.400 | 25.000 | 42.200 | 68.700 | 97.000 | 106.600 | 110.381 | 103.141 |

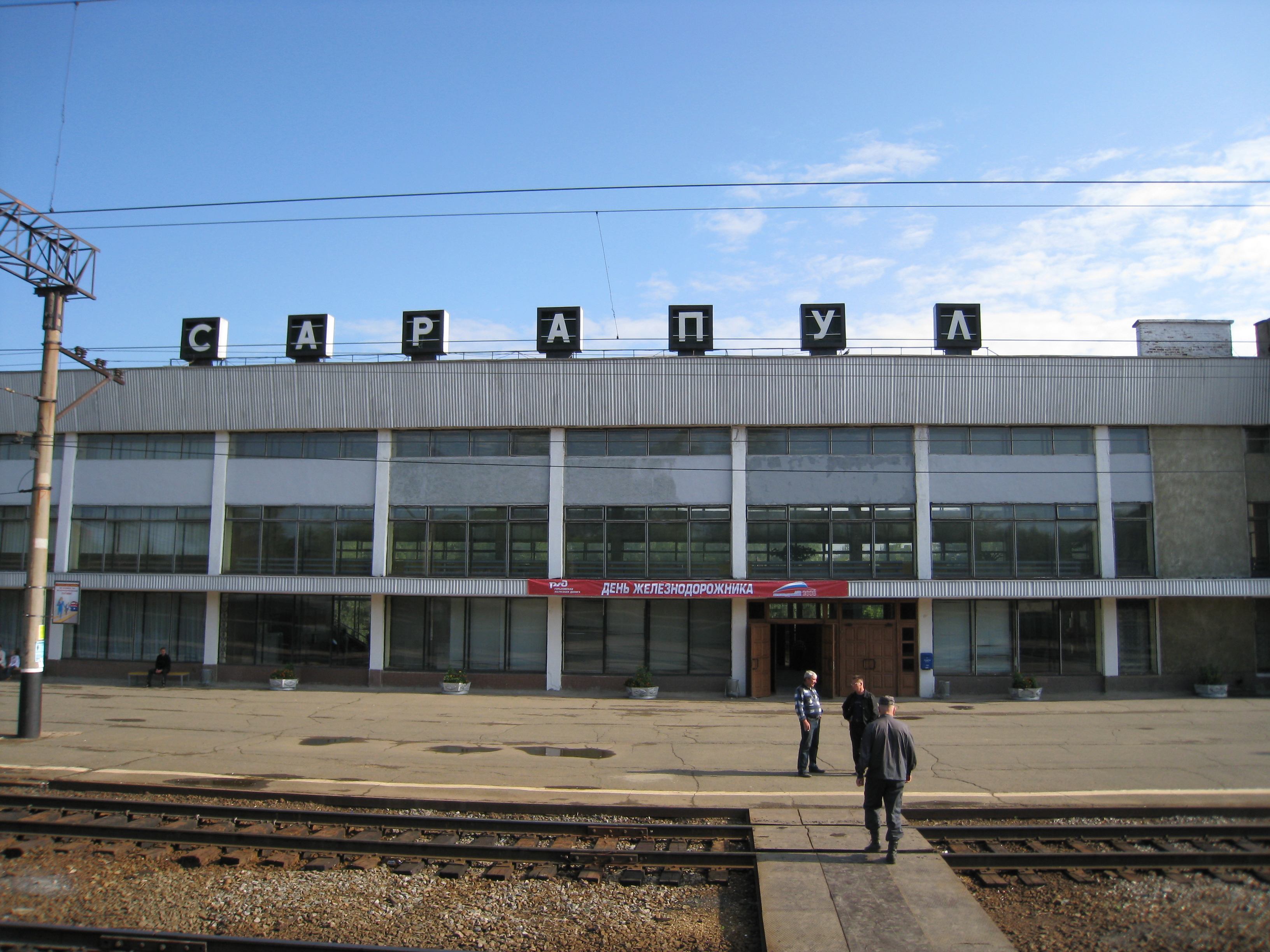
Spoorwegstation
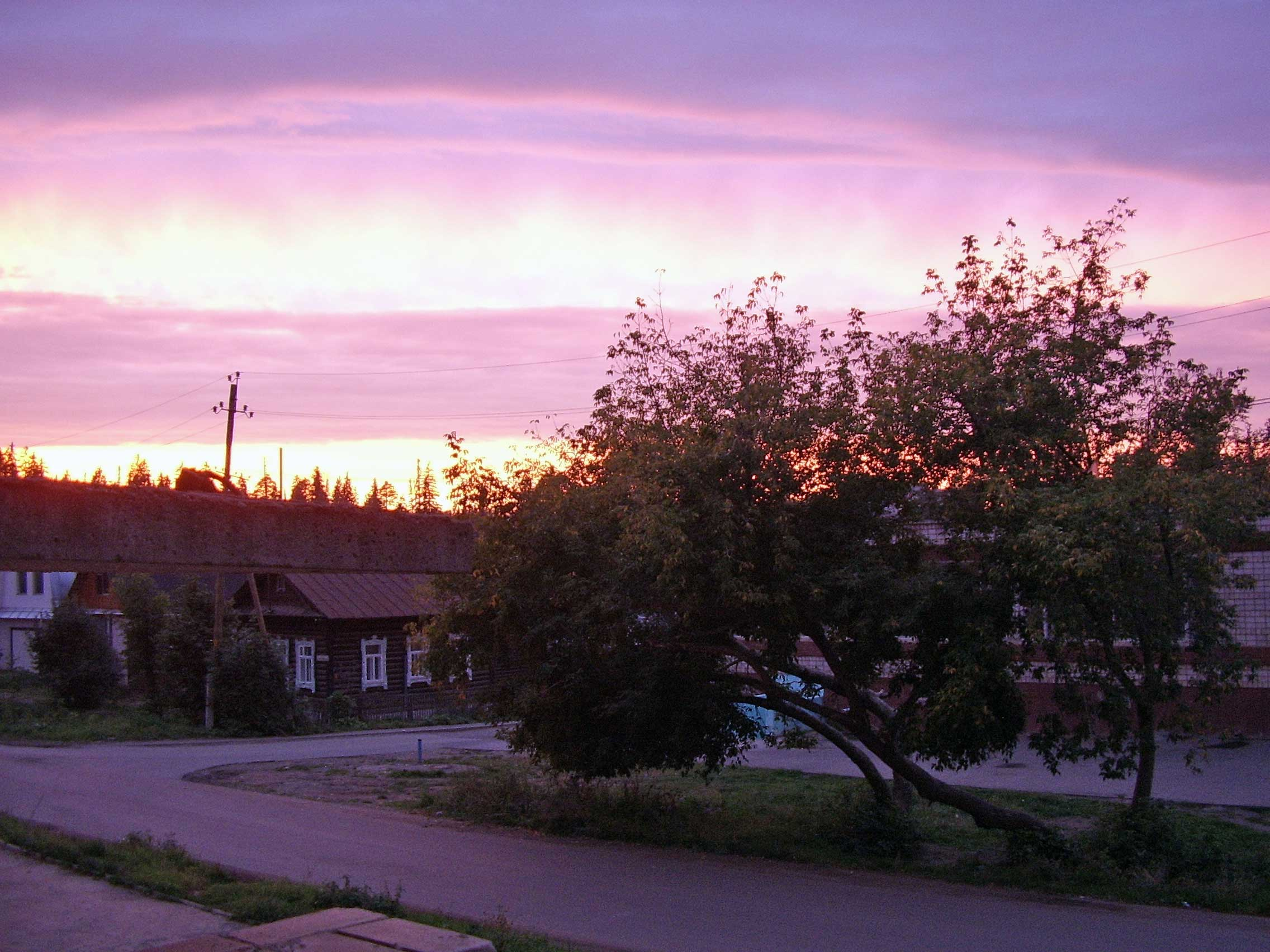
Sedelnikovstraat in Sarapoel

## Geografie

### Klimaat
| Maand                       | jan   | feb   | mrt   | apr   | mei  | jun  | jul  | aug  | sep  | okt   | nov   | dec   | Jaar  |
| --------------------------- | ----- | ----- | ----- | ----- | ---- | ---- | ---- | ---- | ---- | ----- | ----- | ----- | ----- |
| Hoogste maximum (°C)        | 4,3   | 5,6   | 10,8  | 28,2  | 32,7 | 36,2 | 37,0 | 38,3 | 31,9 | 22,5  | 12,1  | 4,5   | 38,3  |
| Gemiddeld maximum (°C)      | −8,8  | −7,5  | −0,6  | 9,6   | 19,0 | 23,8 | 25,4 | 22,5 | 15,9 | 7,3   | −1,7  | −6,9  | 8,2   |
| Gemiddelde temperatuur (°C) | −12,4 | −11,3 | −4,7  | 4,9   | 13,0 | 18,1 | 19,9 | 17,3 | 11,5 | 4,1   | −4,4  | −10,2 | 3,8   |
| Gemiddeld minimum (°C)      | −16,0 | −15,1 | −8,7  | 0,2   | 6,9  | 12,3 | 14,3 | 12,1 | 7,1  | 1,0   | −7,0  | −13,4 | −0,5  |
| Laagste minimum (°C)        | −38,4 | −37,6 | −30,9 | −19,1 | −5,9 | −0,2 | 4,6  | −0,7 | −4,6 | −13,7 | −32,3 | −39,4 | −39,4 |
|                             |       |       |       |       |      |      |      |      |      |       |       |       |       |
| Neerslag (mm)               | 41,3  | 28,7  | 30,1  | 31,5  | 47,6 | 63,1 | 60,4 | 69,2 | 58,2 | 54,9  | 48,6  | 42,1  | 575,7 |
| Bron: Погода Сарапул        |       |       |       |       |      |      |      |      |      |       |       |       |       |

Bestuurlijk centrum: Izjevsk

Glazov · Kambarka · Mozjga · Sarapoel · Votkinsk